# Eli Lilly and Company
Eli Lilly and Company es una empresa farmacéutica estadounidense con sede en Indianápolis, Indiana. Fundada en 1876 por el coronel Eli Lilly, farmacéutico y veterano de la Guerra de Secesión estadounidense, la compañía ha sido pionera en el desarrollo y comercialización de medicamentos innovadores.

## Historia
En la década de 1920, Eli Lilly comercializó la primera preparación de insulina, extraída del páncreas de bovinos y porcinos, bajo el nombre comercial de Iletin, para el tratamiento de la diabetes. En los años 40, la compañía industrializó el proceso de fabricación de la penicilina. En los años 50, fabricó la primera vacuna contra la poliomielitis en conjunto con el laboratorio Parke-Davis de Detroit. En 1982, lanzó la primera insulina humana obtenida por ingeniería genética, denominada Humulin. La comercialización del antidepresivo Prozac (fluoxetina) a mediados de los años 80 posicionó a la empresa como una de las más reconocidas a nivel mundial.

## Presencia global
Hasta diciembre de 2024, Eli Lilly contaba con aproximadamente 47,000 empleados en todo el mundo, un aumento del 9.3% respecto al año anterior. La compañía opera plantas de producción en nueve países, incluyendo Estados Unidos, Irlanda, Italia, Francia y España . Además, Eli Lilly ha anunciado planes para construir cuatro nuevas instalaciones de fabricación en Estados Unidos, representando la mayor inversión en manufactura farmacéutica en la historia del país.

## Importancia económica
En 2024, Eli Lilly reportó ingresos anuales de aproximadamente $45 mil millones, con una proyección de ingresos entre $58 mil millones y $61 mil millones para 2025, impulsados por el crecimiento en las ventas de sus medicamentos para la pérdida de peso y la diabetes. La compañía cotiza en la Bolsa de Nueva York bajo el símbolo LLY y forma parte del índice S&P 500
.

## Productos destacados

### Psiquiatríayneurología
- Prozac (fluoxetina): antidepresivo.
- Strattera (atomoxetina): tratamiento para el TDAH.
- Cymbalta (duloxetina): antidepresivo.
- Zyprexa (olanzapina): antipsicótico atípico para esquizofrenia y trastorno bipolar.

### Endocrinología
- Humalog y Humulin: insulinas.
- Trulicity (dulaglutida): agonista del receptor GLP-1.
- Mounjaro (tirzepatida): agonista dual de los receptores GLP-1 y GIP.
- Evista (raloxifeno): tratamiento para la osteoporosis.
- Forteo (teriparatida): tratamiento para la osteoporosis.
- Humatrope (somatropina): hormona de crecimiento.

### Oncología
- Alimta (pemetrexed): quimioterapia.
- Gemzar (gemcitabina): quimioterapia.

### Cardiologíaycuidados intensivos
- ReoPro (abciximab): agente antiplaquetario.

### Urología
- Cialis (tadalafilo): tratamiento para la disfunción eréctil.

### Otros
- Humapen: dispositivo para la administración de insulina.
- Nabilona: cannabinoide sintético.
- Tiomersal: conservante utilizado en vacunas.

## Investigación y desarrollo
Eli Lilly invirtió $9.3 mil millones en investigación y desarrollo en 2023, representando el 27.3% de sus ventas netas. La compañía cuenta con instalaciones de I+D en siete países y realiza investigaciones clínicas en más de 55 países.

## Empleados y liderazgo
Eli Lilly ha sido reconocida por atraer y retener talento en los campos de la salud, gestión e investigación. En noviembre de 2024, la compañía anunció la incorporación de Jon Moeller, presidente y director ejecutivo de Procter & Gamble, a su junta directiva 
.
- Ernesto Bustamante, científico peruano.
- Mitch Daniels, actual gobernador del Estado de Indiana y exdirector del Hudson Institute.
- Roald Hoffmann, premio Nobel de Química.
- Michael Johns, escritor de discursos de la Casa Blanca y analista político en la fundación Heritage.
- Claude H. Nash, presidente de ViroPharma.
- Peter Nicholas, cofundador de la Boston Scientific Corporation.
- Randall L. Tobias, coordinador de la política de lucha contra el sida en el Departamento de Estado del gobierno de los Estados Unidos.

Aparte, han sido miembros de su Consejo de Administración:
- George H. W. Bush, expresidente y vicepresidente de los Estados Unidos.
- Martin Feldstein, economista de la Universidad de Harvard.
- Kenneth Lay, exdirector de Enron (antes del escándalo Enron).
- William Verity Jr., exsecretario de Estado de Comercio del gobierno de los Estados Unidos.

## Controversias
La empresa ha enfrentado diversas controversias, incluyendo:
- Investigaciones regulatorias: En 2021, el Departamento de Justicia de EE. UU. inició una investigación criminal sobre presuntas irregularidades en la fabricación y manipulación de registros en su planta de Branchburg, Nueva Jersey.[10]
- Demandas por discriminación: En 2022, una exempleada presentó una demanda alegando despido injustificado tras reportar problemas de fabricación.[11]
- Precios de medicamentos: Eli Lilly ha sido criticada por los altos precios de la insulina. En respuesta, la compañía anunció en 2023 una reducción del precio de su insulina más utilizada a $35 por mes.[12]

## Conexiones políticas
Después de abandonar la CIA en 1977, George H. W. Bush se convirtió en uno de los dirigentes de Elli Lilly.[cita requerida]